# Claudio Soliva
Claudio Soliva (* 13. März 1929 in Chur; † 7. April 2017) war ein Schweizer Rechtshistoriker und Hochschullehrer.

## Leben und Wirken
Nach der Matura an der Bündner Kantonsschule absolvierte Soliva die Primärlehrerausbildung und lehrte zwei Jahre lang im Schuldienst. 1953 nahm er jedoch an der Universität Zürich das Studium der Rechtswissenschaften auf. Dieses schloss er ab und wurde 1959 unter Betreuung von Julius Georg Lautner promoviert. Nach Forschungsaufenthalten in den Niederlanden habilitierte er sich 1965 in Zürich mit einer Arbeit über das eidgenössische Stadt- und Landrecht des Zürcher Bürgermeisters Johann Jacob Leu. 1968 wurde Soliva in Zürich Assistenzprofessor und 1974 außerordentlicher Professor. Von 1981 bis zu seiner Emeritierung 1995 war Soliva ordentlicher Professor für Schweizerische und Deutsche Rechtsgeschichte und Privatrecht an der Universität Zürich. Zeitgleich war er außerordentlicher Professor für Rechtsgeschichte an der damaligen Hochschule St. Gallen, der heutigen Universität St. Gallen. Von 1980 bis 1994 hatte er außerdem neben seinem Zürcher Lehrstuhl den dann neu geschaffenen Lehrstuhl für Rechtsgeschichte an der Universität St. Gallen inne. Außerdem war Soliva im Rang eines Obersten der Militärjustiz Präsident des Divisionsgericht 12. Von 1986 bis 1988 bekleidete er das Amt des Dekans der Zürcher Rechtswissenschaftlichen Fakultät.
Soliva konzentrierte sich in seinen Forschungen vor allem auf die Geschichte der Rechtswissenschaft in der Schweiz im 18. Jahrhundert. Hierbei lag ein besonderes Augenmerk  auf dem Werk der damaligen Naturrechtler Johann Heinrich Schweizer und Sigmund Ludwig von Lerber und dem Stadtrecht von Zürich und Bern. Außerdem publizierte er allgemein zur juristischen Wissenschafts- und Ideengeschichte. Dies erstreckte sich auch auf das von ihm in Anlehnung an den Aberglauben als „Aberrecht“ bezeichnete Gebiet der Hexenprozesse und vergleichbarer „übernatürlicher“ Erscheinungen.

## Schriften (Auswahl)
- Das Rechtsmittel der Revision im bündnerischen Zivilprozeß, Goldach 1959.
- Die Renuntiationen (vertragliche Einredeverzichte) in den Zürcher Urkunden bis zum 14. Jahrhundert, Zürich 1960
- Das eidgenössische Stadt- und Landrecht des Zürcher Bürgermeisters Johann Jakob Leu, Wiesbaden 1969.